# Diana (ime)
Diana je žensko osebno ime.

## Izvor imena
Ime Diana izhaja iz latinskega imena Diana. Tako se je imenovala rimska boginja svetlobe, lova, in plodnost. Povezuje se prek starejše oblike imena Diviana z latinskimi besedami divus »bog«; divus »božanski, nebeški«; dius »božanski, nebeški; krasen«; divinus »božji, božjanski; preroški, od boga navdahnjen; vzvišen, izvrsten«.

## Različice imena
Dajana, Diane, Dijana

## Tujejezikovne različice imena
- pri Angležih: Diana, Dianah, Diane, Dianna, Diann, Dyan, Dyana, Dyanna, Deanna
- pri Čehih: Diana
- pri Fincih: Diana
- pri Francozih: Diane, Dianne
- pri Havajcih: Kiana
- pri Hrvatih: Dijana, Dajana
- pri Kataloncih: Diana
- pri Litovcih: Diana
- pri Madžarih: Diána
- pri Makedoncih: Дијана (Dijana)
- pri Nemcih: Diana
- pri Nizozemcih: Diana
- pri Poljakih: Diana
- pri Portugalcih: Diana
- pri Rimljanih: Diana
- pri Romih: Daiena
- pri Romunih: Diana
- pri Rusih: Диана (Diana)
- pri Srbih: Дијана (Dijana)
- pri Špancih: Diana

## Pogostost imena
Po podatkih Statističnega urada Republike Slovenije je bilo na dan 31. decembra 2007 v Sloveniji število ženskih oseb z imenom Diana: 760.

## Osebni praznik
V koledarju je ime Diana zapisano 9. junija. V starejših in nekaterih novih koledarjih je ime Diana namesto tega zapisano 10. junija.

## Zanimivost
V koledarju je 9. junija blažena Diana Andolò, ki je leta 1223 po nasvetu blaženega dominikanskega redovnika generala Jordana Saškega zgradila  samostan St. Agnes v               Bologni in v njem uvedla dominikanski ženski red.